# Радиационный фон
Радиационный фон — это мера уровня ионизирующего излучения, присутствующего в окружающей среде в определённом месте, которое не связано с преднамеренным введением источников излучения.
Радиационный фон происходит от множества источников, как естественных, так и искусственных. К ним относятся как космическое излучение, так и радиоактивность окружающей среды от естественных радиоактивных материалов (таких как радон и радий), а также искусственное медицинское рентгеновское излучение, глобальные выпадения в результате испытаний ядерного оружия и радиационных аварий.

## Определение
Радиационный фон определяется Международным агентством по атомной энергии как «доза или мощность дозы (или наблюдаемая мера, связанная с дозой или мощностью дозы), относящаяся ко всем источникам, кроме указанного (-ых)». Таким образом, проводится различие между дозой, которая уже находится в обозначенном месте и определяется здесь как «фон», и дозой, полученной от преднамеренно введённого и указанного источника. Это важно, так как если измерения радиации производятся от указанного источника излучения, то существующий фон может повлиять на это измерение. Примером может служить измерение радиоактивного загрязнения на фоне гамма-излучения, которое может увеличить общие показания выше ожидаемых от одиночного загрязнения.
Однако, если источник излучения не указан как вызывающий подозрения, то измерение общей дозы облучения в определённом месте обычно называется радиационным фоном, и это обычно тот случай, когда мощность дозы, приходящей из окружающей среды, измеряется с экологическими целями.

## Примеры мощности радиационного фона
Радиационный фон зависит от места и времени. В таблице приведены примеры:
| Источник излучения                                       | Мир    | США   | Япония | Россия:c. 15—16                        | Замечание |
| -------------------------------------------------------- | ------ | ----- | ------ | -------------------------------------- | --- |
| Вдыхание воздуха                                         | 1,26   | 2,28  | 0,40   | 2,0                                    | В основном от радона, зависит от накопления газа в помещении                                                                                 |
| Потребление еды и воды                                   | 0,29   | 0,28  | 0,40   | 0,17 (40K), 0,133 (пища), 0,038 (вода) | (К-40, С-14 и др. ) |
| Внешнее облучение от радионуклидов земного происхождения | 0,48   | 0,21  | 0,40   | 0,67                                   | Зависит от почвы и строительных материалов                                                                                                   |
| Космическое излучение                                    | 0,39   | 0,33  | 0,30   | 0,339                                  | Зависит от высоты |
| Промежуточный итог (естественный)                        | 2,40   | 3.10  | 1,50   | 3,36                                   | Значительные группы населения получают 10–20 мЗв                                                                                             |
| Медицинское                                              | 0,60   | 3,00  | 2.30   | 0,62                                   | Мировое значение не включает лучевую терапию; значение для США — это в основном компьютерная томография и ядерная медицина.                  |
| Потребительские товары                                   | —      | 0,13  |        | —                                      | сигареты, авиаперелёты, стройматериалы и т. д.                                                                                               |
| Атмосферные ядерные испытания                            | 0,005  | —     | 0,01   | —                                      | Пик 0,11 мЗв в 1963 году и с тех пор снижается; уровень выше рядом с испытательными полигонами                                               |
| Профессиональное воздействие                             | 0,005  | 0,005 | 0,01   |                                        | В среднем по миру только для рабочих 0,7 мЗв, в основном из-за радона в шахтах; США в основном за счёт медицинских и авиационных работников. |
| Чернобыльская авария                                     | 0,002  | —     | 0,01   | 0,006 (14 регионов)                    | Пик 0,04 мЗв в 1986 году и с тех пор снижается; уровень выше рядом со станцией                                                               |
| Ядерный топливный цикл                                   | 0,0002 |       | 0,001  |                                        | До 0,02 мЗв возле объектов; не включает профессиональное облучение                                                                           |
| Другой                                                   | —      | 0,003 |        |                                        | Промышленность, безопасность, медицина, образование и исследования                                                                           |
| Промежуточный итог (искусственный)                       | 0,6    | 3,14  | 2.33   |                                        | |
| Общее                                                    | 3,00   | 6,24  | 3,83   | 3,98                                   | миллизиверт в год |

## Естественный радиационный фон
Радиоактивные материалы встречаются повсюду в природе, откуда они естественным образом, присутствуя в почве, камнях, воде, воздухе и растительности, попадают в организм. В дополнение к этому внутреннему облучению люди также получают внешнее облучение от радиоактивных материалов, которые находятся вне человеческого тела, а также от космического излучения. Средняя во всем мире естественная доза для человека составляет около 2,4 мЗв в год. Это в четыре раза превышает средний мировой уровень искусственного облучения, который в 2008 г. составил около 0,6 мЗв в год. В некоторых развитых странах, таких как США и Япония, искусственное облучение в среднем больше естественного из-за более широкого доступа к медицинской визуализации. В Европе средняя экспозиция естественного фона по странам колеблется от менее 2 мЗв (200 мбэр ежегодно в Соединённом Королевстве) до более 7 мЗв (700 мбэр ежегодно для некоторых групп людей в Финляндии).

Воздействие радиации от естественных источников — неизбежная черта повседневной жизни как на работе, так и в общественных местах. Это облучение в большинстве случаев мало или совсем не беспокоит общество, но в определённых ситуациях необходимо учитывать введение мер по охране здоровья, например, при работе с урановыми и ториевыми рудами и другими радиоактивными материалами естественного происхождения (NORM). В последние годы Агентство уделяет этим ситуациям повышенное внимание»
— Международное агентство по атомной энергии.

### Земные источники
Земная радиация в приведённой выше таблице включает только источники, которые остаются внешними по отношению к человеческому телу. Основными радионуклидами, составляющими радиационный фон, являются калий, уран и торий, а также продукты их распада, например, радий и радон. Это очень радиоактивные вещества, встречающиеся в низких концентрациях, но имеющие большие значения в результате распада. Большинство этих источников уменьшается из-за радиоактивного распада с момента образования Земли, поскольку в настоящее время нет значительного внеземного источника этих веществ. Таким образом, нынешняя активность урана-238 на Земле составляет лишь половину от первоначальной из-за его периода полураспада 4,5 миллиарда лет, а калия-40 (период полураспада 1,25 миллиарда лет) составляет лишь около 8 % от первоначального[когда?]. Однако за время существования людей количество радиации уменьшилось очень незначительно[обтекаемое выражение].
Многие изотопы с более коротким периодом полураспада (и, следовательно, более радиоактивные) присутствуют в земной среде из-за продолжающегося естественного образования. Примерами являются радий-226 (продукт распада тория-230 в цепи распада урана-238) и радон-222 (продукт распада радия- 226 в этой же цепи).
Торий и уран (и их изотопы) в основном подвергаются альфа- и бета-распаду, их нелегко обнаружить. Однако многие из продуктов распада являются сильными источниками гамма-излучения. Торий-232 обнаруживается через пик 239 кэВ от свинца-212; 511, 583 и 2614 кэВ пики от таллия-208; 911 и 969 кэВ пики от актиния-228. Уран-238 проявляется как 609, 1120 и 1764 кэВ пики висмута-214 (тот же пик для атмосферного радона). Калий-40 обнаруживается непосредственно через его 1461 кэВ гамма-пик.
Уровень радиации над морем и другими крупными водоемами, как правило, составляет примерно десятую часть земного фона. Прибрежные районы (и районы рядом с пресной водой) могут иметь дополнительный вклад за счет наносов.